# Eduard Neumann (lékař)
Eduard Neumann (1. dubna 1868, Kostelec nad Černými lesy – 19. října 1942, Treblinka) byl český lékař, voják, překladatel a básník židovského původu.

## Život
Eduard Neumann byl od roku 1893 vojákem z povolání. V italském Terstu působil 18 let a jako vrchní štábní lékař dosáhl hodnosti plukovníka. Po skončení 1. světové války odešel do výslužby. Věnoval se překladům české poezie do němčiny a vlastní básnické tvorbě. Jako obdivovatel Karla Hynka Máchy přeložil jeho Máj.
1. června 1942 byl pro svůj židovský původ zatčen a 19. října 1942 zavražděn v koncentračním táboře Treblinka v Polsku.

## Dílo
Lékař Eduard Neumann je autorem těchto děl a překladů:
- NEUMANN, Eduard. Elegie na Máchovu smrt. [Karlovy Vary: nákladem vlastním, 1934]. [IV] s.
- NEUMANN, Eduard. Gedichte. In Karlsbad: [s.n., 1930 nebo 1931]. 219 s.
- NEUMANN, Eduard. Die hohe Schule zu Prag. [S.l.: s.n., 1932]. 16 s.
- NEUMANN, Eduard. Die Hohe Schule zu Prag. Karlsbad: Franieck, [1927-1937]. 16 s.
- NEUMANN, Eduard. Karl Ignaz Mácha. Schwarz-Kosteletz: [s.n., 1935]. [IV] s.
- MÁCHA, Karel Hynek. Der Mai: romantisches Gedicht. Karlsbad: s.n., 1933. 28 s.
- NEUMANN, Eduard. Nachtrag zu den Gedichten. [S.l.: s.n.], 1934, [spr. 1933]. 19 s.